# Fenua Fala
Fenua Fala es un islote del grupo Fakaofo en las islas de Tokelau, una dependencia de Nueva Zelanda en el océano Pacífico en las coordenadas geográficas 09°22′S 171°16′O / -9.367, -171.267. Un poblado se estableció allí en 1960, creado para reducir el hacinamiento de Fale.
Todos sus residentes viven Fakaofo (principal y único asentamiento).